# Natale in Sudafrica
Natale in Sudafrica è un film del 2010 diretto da Neri Parenti.
Il cinepanettone è ambientato in Sudafrica, paese che nel 2010 ha calcato il palcoscenico internazionale ospitando il campionato mondiale di calcio.

## Trama
Due storie si intrecciano durante le vacanze natalizie sudafricane.
Carlo e la sua seconda moglie Susanna incontrano Giorgio, fratello di Carlo, con sua moglie Marta, la quale è anche la prima moglie dello stesso Carlo.
Tra i due fratelli non corre buon sangue, poiché Giorgio fregò Carlo tempo prima rendendolo povero e anche per via di vecchie ruggini di gioventù, però sia Carlo che Giorgio fanno buon viso a cattivo gioco e improvvisano uno scambio, entrambi nel tentativo di frodare l'altro fratello: Giorgio progetta di dare dei diamanti fasulli a Carlo, ovviamente spacciandoli per autentici, e quest'ultimo da controparte intende rifilare dei soldi falsi a Giorgio, che ugualmente è ignaro. Dopo una serie di avventure dei due fratelli, i due scoprono fortuitamente che Susanna e Giorgio hanno scambiato involontariamente le loro borse con due borse, appartenenti ad altri uomini d'affari, contenenti soldi e diamanti veri: riescono ad impossessarsene e con un charter (pilotato da Carlo) le due coppie partono per lasciare il Sudafrica.
Durante il volo prima Marta cerca di fregare tutto lanciandosi con il paracadute e afferrando la borsa con i soldi, poi Carlo fa credere a suo fratello che il velivolo sta rimanendo a secco ed è destinato a precipitare e, dato che l'equipaggio è dotato di un solo altro paracadute, lo cede al fratello Giorgio: costui si lancia con la borsa dei diamanti, che tanto non sarebbe più servita a Carlo e Susanna, condannati a schiantarsi, ma in realtà la borsa che prende con sé è quella contenente i diamanti finti, che Carlo non aveva cestinato precedentemente proprio in virtù della frode pianificata ai danni del fratello Giorgio. Lo stesso per i soldi in quanto anche Marta ha rubato quelli falsi. Alla fine si scopre che l'aereo perdeva quota a causa di un cavo che Carlo ha staccato appositamente per truffare il fratello poiché dopo che quest'ultimo si lancia col paracadute dall'aereo, Carlo ricollega il cavo e l'aereo riprende quota.
Massimo Rischio, chirurgo con seri problemi di vista, e il suo amico Ligabue Della Chianina detto Bue, macellaio toscano, come tutti gli anni vanno in vacanza insieme ai loro rispettivi figli Laura e Vitellozzo, detto Viti, che hanno una relazione amorosa. Già in aereo, in viaggio verso il Sudafrica, incontrano Angela, entomologa che cerca in Africa un raro insetto, la farfalla del paradiso. Ligabue e Rischio si invaghiscono di lei, esponendosi a numerose brutte figure agli occhi della scienziata. Arrivati a destinazione sopraggiunge un imprevisto nella relazione tra Laura e Viti: Laura, che allo stesso tempo è fidanzata anche con un ragazzo della sua scuola di nome Mauro, a insaputa di Viti, viene raggiunta in Sudafrica a sorpresa proprio dallo stesso Mauro.
Mauro e Vitellozzo, incontratisi in assenza di Laura, diventano subito amici non sapendo di essere lì per la stessa ragazza. Nel frattempo, Rischio e Bue dopo aver cercato inutilmente di sedurre Angela intraprendono insieme a lei il safari per la ricerca della farfalla e dopo una serie di disavventure, dovute all’attacco di animali e indigeni, finalmente trovano la larva della farfalla del paradiso. Bue però schiaccia la larva e dopo un litigio con Angela i due cadono in un fosso dove trovano numerose altre larve che si attaccano loro addosso.
Nel frattempo Vitellozzo e Mauro dicono addio a Laura, dopo essere venuti a conoscenza della doppia relazione di quest'ultima con loro. Rischio e Bue, in aeroporto assieme ad Angela verso il ritorno in Italia, dapprima credono che Laura e Vitellozzo abbiano avuto un rapporto in un ristorante, fraintendendo e non capendo che i due si siano lasciati; successivamente, durante il volo, scoprono che le larve che avevano ingoiato prima di imbarcarsi, per poterle trasportare di nascosto a scopo scientifico, sono diventate farfalle dopo due ore trascorse nei loro stomaci. Si precipitano a espellerle in bagno, ma le farfalle cominciano a svolazzare nell'abitacolo invadendo l'intero aereo.

## Produzione e colonna sonora
La regia è affidata a Neri Parenti e la produzione a Aurelio De Laurentiis e Luigi De Laurentiis.
Per i titoli di testa ed il trailer del film è stata utilizzata una particolare versione, realizzata da A&P Amati, del brano musicale Zangalewa, rivisitato e portato al successo da Shakira nel 2010 come Waka Waka (This Time for Africa), inno ufficiale del Campionato Mondiale di calcio svoltosi nel Paese africano.
Come sigla per i titoli di coda viene invece utilizzata Rainbow of Love di Bob Sinclar.

## Distribuzione
Il film è uscito nelle sale italiane il 17 dicembre 2010.

## Incassi
In Italia il film ha incassato 18653313 €.